# Grönkullagrannar
Grönkullagrannar eller Grönkullagrannar: berättelser från Avonlea (originaltitel: Chronicles of Avonlea) är en novellsamling av Lucy Maud Montgomery, relaterad till serien om Anne på Grönkulla. Boken publicerades första gången på engelska 1912 och på svenska 1968.
Ibland marknadsförs boken som en del i serien om Anne på Grönkulla, men Anne spelar endast en liten roll i boken, som istället rymmer tolv berättelser om den fiktiva kanadensiska byn Avonlea på Prince Edward Island och en del av dess originella invånare. 

## Uppföljare och filmatiseringar
Boken fick en uppföljare 1920, Further Chronicles of Avonlea, som även den berättar om många familjer från Avonlea. På några av dessa berättelser baserades den framgångsrika tv-serien Vägen till Avonlea från 1990-1996.